# 呉東起
呉 東起（オ・ドンギ、오동기、1901年 - 1977年）は朝鮮の独立運動家、大韓民国の軍人。

## 経歴
1901年、京畿道利川に生まれる。戸籍名は呉重煥。大志を抱いて大陸に渡り、講武堂（洛陽軍官学校の前身）で学んでいたが、奉直戦争が起こり、直隷軍の見習士官として従軍したが奉天軍に撃破され中国、満州を流浪する。
1932年、上海事変が勃発すると第19路軍に所属して対日戦に従事。のちに華北義勇軍に編入され熱河や長城線で戦ったが、ともに敗退した。
1937年、支那事変が勃発すると山東地区において朝鮮人を糾合し2個大隊を組織して遊撃・謀略戦に任じたが憲兵隊に逮捕され9か月間、獄舎で拘束された。その後は山東地区で秘密工作に従っていたが終戦の頃は中国軍山東地区軍政部教材局弁事処組長に補せられ少校であった。そして終戦とともに韓僑民会において朝鮮籍の兵士を集めて軍事教育を担当した。
1945年12月、中国当局の命によって、約4千人の在華朝鮮人を引率して青島から帰国することになったが、当時の在華朝鮮人は延安派と独立同盟派に分かれて抗争しており、やがて暴力沙汰に発展して約3百人の犠牲者が発生する不祥事件に発展したので帰国を中止することになった。
1946年2月、個人の資格で帰国し、光復青年会総務部長兼企画部長を務める。
1947年1月、警備士官学校3期生として南朝鮮国防警備隊に入隊し、任少尉。7月、総司令部初代監察総監に任じられ、任少佐。第2連隊長の金鍾碩中佐と軍需参謀の李尚振少佐の経理不正事件の検察に当たったが、上層部や米顧問官の圧力によって判決が曲げられたことを不服とし、退官を決意した。しかし宋虎聲司令官の慰留で翻意した。
1948年7月、第14連隊長。着任すると福祉厚生等に配慮し、専任の副食納入業者を交代させ公開入札に切り替えて、給与の向上させる等をした。また小・中隊戦闘訓練を指導して連隊の育成に努めた。
9月28日、革命義勇軍事件に関与していた疑いで拘束され、1950年2月に軍法会議で無期を求刑され禁固10年の刑に処せられた。しかし召喚されたら直ちに情報局に拘束される、拘束命令が情報局長を飛び越えて陸軍本部から直接命じられた、10年の刑に価するような罪はどこにも見当たらない等の不可解な点が多かった。
西大門刑務所に収監。
朝鮮戦争が勃発し6月28日にソウルが陥落すると北朝鮮軍は刑務所を解放して囚人に協力を誓わせたが、呉東起は胃腸病を理由に断り監獄に留まった。しばらくして捕虜として収監された李弘根、石鍾燮や警察官2人と共謀して脱獄し、韓・中協会員になりすまして鍾路区に潜んでいたが、やがて政治保衛部に逮捕された。健康が回復すれば協力するという偽証文を出して8日後に釈放される。
9月15日、仁川上陸作戦が開始されるとソウルを脱出し、故郷の利川に南下して警察に自首出頭した。まだ7ヶ月ばかりしか服役していなかったし、身の潔白を証明したかったためだという。身柄は大邱に護送され戒厳司令部に引き渡され、以上の処身から冤罪が晴れて5年の刑に減刑され、執行猶予で出獄した。
1977年死去。